# Filofax
A szócikk címe technikai okok miatt pontatlan. A helyes cím: filoFAX.
A brit filoFAX cég tradicionálisan bőrbe kötött határidőnaplókat gyárt, belül hat szétpattintható gyűrűvel – így a belső lapok könnyen cserélhetőek.
A név az angol „file of facts” (tények aktája) rövidítéséből származik. A termék a cég nevét viseli az 1921-es alapítástól kezdve. A filoFAX céget először az Egyesült Államokban székelő DayRunner cég vásárolta meg, mely kevésbé kifinomult, de hasonló terméket gyártott, majd később a brit Letts tulajdonába került.

## Külső hivatkozások
- A cég honlapja Archiválva 2010. január 10-i dátummal a Wayback Machine-ben